# 加藤公明
加藤 公明（かとう きみあき、1950年 - ）は、日本史教育者。
千葉県生まれ。1976年早稲田大学大学院文学研究科修士課程修了。千葉県立薬園台高等学校教諭。東京学芸大学教育学部特任教授を務めた。現在は国士舘大学で客員教授として講義している。高校日本史教科書の執筆者。

## 著書
- 『わくわく論争!考える日本史授業 教室から<暗記>と<正答>が消えた』地歴社 1991
- 『考える日本史授業 2 絵画でビデオで大論争!』地歴社 1995
- 『子どもの探究心を育てる博物館学習 歴博の展示を使った歴史学習・総合学習の指導法』歴史民俗博物館振興会 歴博ブックレット 2000
- 『日本史討論授業のすすめ方』日本書籍 授業づくりの本 2000
- 『考える日本史授業 3　平和と民主社会の担い手を育てる歴史教育』地歴社 2007
- 『考える日本史授業 4   歴史を知り、歴史に学ぶ！今求められる〈討論する歴史授業〉』地歴社 2015
- 『考える日本史授業 5   「歴史総合」「日本史探究」、歴史教育から歴史学、歴史認識論への提言』地歴社 2023

共編
- 『新しい歴史教育のパラダイムを拓く 徹底分析!加藤公明「考える日本史」授業』和田悠共編 地歴社 2012

## 論文
- Cinii

## 注
1. ↑  『考える日本史授業』著者紹介